# Bactrocera abbreviata
Bactrocera abbreviata es una especie de insecto del género Bactrocera de la familia Tephritidae del orden Diptera. 
Fue descrita científicamente por Hardy, 1974.